# 短柄三角车
短柄三角车（学名：Rinorea sessilis）为堇菜科三角车属下的一个种。

## 扩展阅读
- 維基物種上的相關：短柄三角车